# Schaghajegh Nosrati

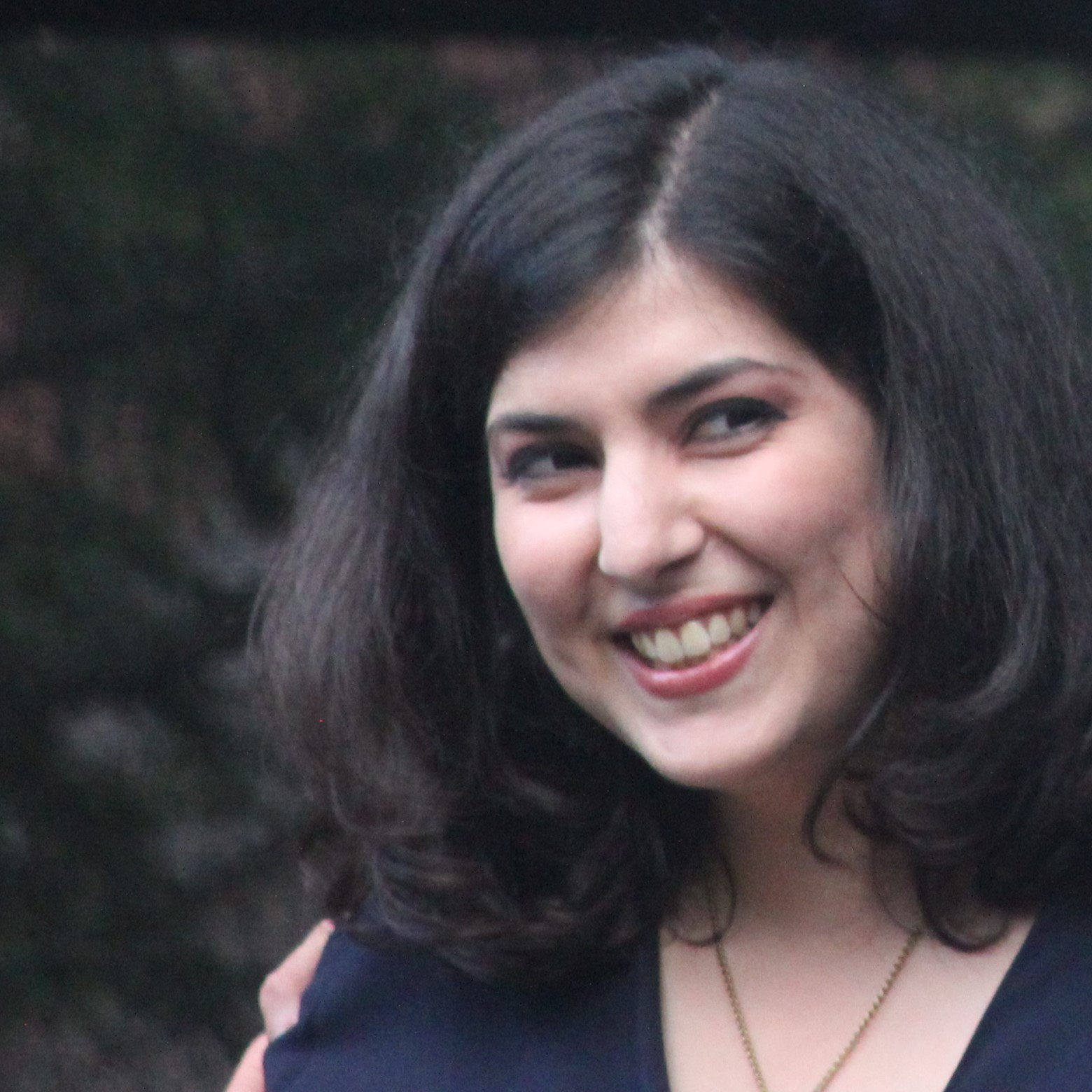
Schaghajegh Nosrati, 2022

Schaghajegh Nosrati (* 16. April 1989 in Bochum) ist eine deutsche Pianistin.

## Leben
Die Eltern von Schaghajegh Nosrati, Masoud und Faravak Nosrati (persisch نصرتی), stammen aus Iran. Nach der Islamischen Revolution 1979 waren sie politischer Verfolgung ausgesetzt, mussten ihre Studien abbrechen und flohen 1983 nach Deutschland. In der Familie spielte klassische Musik eine große Rolle. Schaghajegh Nosrati erhielt seit ihrem vierten Lebensjahr Klavierunterricht. Mit acht Jahren wurde sie Schülerin des Recklinghäuser Pianisten und Klavierforschers Rainer Maria Klaas.
Im Jahr 2007 wurde sie als Jungstudentin von Einar Steen-Nøkleberg an der Hochschule für Musik, Theater und Medien Hannover aufgenommen. Im Jahr 2015 absolvierte sie an diesem Institut ihr Master-Studium bei Christopher Oakden und 2017 das Konzertexamen bei Ewa Kupiec.

### Erfolge
Im Jahr 2006 gewann sie den 1. Preis in der Altersgruppe 16 bis 18 Jahre und den Sonderpreis für „Moderne“ beim Rotary Klavierwettbewerb Jugend in Essen. Im Jahr 2014 gewann sie den zweiten Preis beim Internationalen Bach-Wettbewerb in Leipzig. 2015 machte sie mit einer Einspielung der Kunst der Fuge von Johann Sebastian Bach ihre erste Tonaufnahme. Diese Einspielung wurde von Kritikern positiv aufgenommen.
Im Dezember 2016 debütierte sie mit dem deutschen Kammerorchester in Berlin im Kammermusiksaal der Berliner Philharmonie und führte im Rahmen dieses Konzerts die Klavierkonzerte d-Moll BWV 1052 und E-Dur BWV 1053 von Johann Sebastian Bach in der Uraufführung der Version des deutschen Komponisten Frank Zabel (* 1968) auf.

### Musikalische Schwerpunkte
Das Repertoire von Schaghajegh Nosrati umfasst die pianistische Standardliteratur vom Barock bis zur Moderne. Schwerpunkte sind neben der Musik Johann Sebastian Bachs auch Werke von Komponisten wie Charles Valentin Alkan.
Sie hat eine besondere Affinität zu den Werken Sergej Rachmaninows. Ihre Rachmaninow-Interpretation war im Dezember 2016 im Bochumer Musikzentrum im Rahmen eines Konzerts zu hören, in dem sie zusammen mit den Bochumer Symphonikern unter der Leitung des Dirigenten Steven Sloane die Rhapsodie über ein Thema von Paganini aufführte.